# 윌리엄 캠벨 (1841년)
윌리엄 캠벨(William Campbell, 甘為霖, 1841년~1921년)은 청나라 말기 대만에서 선교 활동을 했던 스코틀랜드 출신의 장로교 선교사이다. 그는 대만과 관련된 주제에 대해 폭넓게 썼으며, 맹인학교도 설립했다. 그 섬의 초기 역사(특히 네덜란드 시대)에 관심이 많았던 당시 그의 지식은 “의심할 여지 없이 이 주제에서는 가장 위대한 권위자”라고 불릴 정도였다. 그는 일월담호를 보게 된 최초의 유럽인이었을 것이며, 그는 17세기 네덜란드 선교사 조지 칸디디우스를 기리기 위해, 그 호수를 칸디디우스호(Lake Candidius)라고 이름 지었다.

## 대만 선교
캠벨은 1871년 청나라가 다스리는 대만에 도착해 대만 남부(현대의 타이난)에 자리잡았고, 이 지역에서 한족과 대만 원주민을 모두에게 선교를 펼쳤다. 그는 대만에서 선교활동을 하던 토머스 바클레이, 제임스 레이드라프 맥스웰, 조지 레슬리 맥케이 등과 동시대의 사람이었다.
‘원주민 성직자’(즉 한족과 원주민 성직자들)의 가장 강력한 지지자였던 캠벨은 다음과 같은 한 특별한 사건에 대해 썼다.
| “ | ...우리의 훌륭한 중국 동료는 형제들로부터 진심어린 환영을 받았다. 그는 오후 예배 시간에 그들에게 말을 거는 데 있어서 대단한 힘이 있는 것 같았다.[...] 그의 말을 들으면서 중국 각지에 교육받은 원주민 성직자를 키워내는 중요성을 실감하지 않을 수 없었다. 럽 목사 같은 사람들은 선교사가 결코 할 수 없는 방식으로 그들 스스로 적응할 수 있게 하고, 항상 그 나라의 어떤 단순한 체류자라도 방해받아야 하는 어려움을 극복할 수 있다. | ” |

캠벨은 청불 전쟁에 대한 기록을 남겼을 뿐만 아니라, 일본의 점령과 대만의 전환을 목격했다. 그의 선교는 그가 1917년 마지막으로 대만을 떠나 1921년 고향인 스코틀랜드로 돌아갈 때까지 46년간 지속되었다.

## 참고 자료
- Campbell, William (1915). 《Sketches from Formosa》. London: Marshall Brothers. OL 7051071M.
- Covell, Ralph (1998). 《Pentecost of the hills in Taiwan : the Christian faith among the original inhabitants》. Pasadena, Calif.: Hope Pub. House. ISBN 978-0-932727-90-9. OL 681169M.
- Davidson, James W. (1903). 〈Chapter XXXI: Formosa of To-day〉. 《The Island of Formosa, Past and Present : history, people, resources, and commercial prospects : tea, camphor, sugar, gold, coal, sulphur, economical plants, and other productions》. London and New York: Macmillan. OCLC 1887893. OL 6931635M.
- Otness, Harold M. (1999). 《One Thousand Westerners in Taiwan, to 1945: A Biographical and Bibliographical Dictionary》 1판. Nangang District, Taipei: Institute of Taiwan History, Preparatory Office, Academic Sinica. ISBN 957-671-618-7.